# Ordre d'Albert
L'ordre d'Albert (en allemand : Albrechts-Orden) a été créé le 31 décembre 1850 par le roi Frédéric-Auguste II de Saxe pour commémorer Albert III, duc de Saxe (connu sous le surnom d'Albert l'Intrépide (ou Le Valeureux), Albrecht der Beherzte en allemand).
Il pouvait être décerné à « ceux qui avaient servi dignement l'État, avec des vertus civiques, scientifiques et artistiques ».
Avec suppléments des statuts le 9 décembre 1870, en 1883 et en 1890, l'ordre compte cinq classes plus une sixième appelée « croix d'Albert » qui a été instituée pour remplacer la médaille d'or.

## Dessin
Le ruban des médailles de l'ordre est vert, liseré de blanc.
Le dessin est une croix pattée avec en médaillon un buste d'Albert l'Intrépide. En 1875, cependant, il a été découvert que le buste n'était pas le buste correct mais bien celui d'un autre Albert, Albert le Perpétuel ; l'image correcte a alors remplacé l'originale et a été utilisée après cette date.